# オリンピックの南スーダン選手団
オリンピックの南スーダン選手団（オリンピックのみなみスーダンせんしゅだん）は、2016年リオデジャネイロオリンピックから参加している。冬季オリンピックへの参加は未定。

## 概要
2012年ロンドンオリンピックでは南スーダンの国内オリンピック委員会（NOC）が国際オリンピック委員会（IOC）に未加盟であったものの、1選手が独立参加で出場した。
2015年に開かれた第128次IOC総会にて南スーダンのNOCがIOCへの加盟が認められたことにより、2016年リオデジャネイロオリンピックより国としてオリンピックに出場できることとなった。オリンピックでのメダルの獲得はまだ果たしていない。

## メダル獲得数一覧

### 夏季オリンピック
| 大会名                | 金 | 銀 | 銅 | 計 |
| 2016 リオデジャネイロ | 0  | 0  | 0  | 0  |
| 2020 東京             | 0  | 0  | 0  | 0  |
| 2024 パリ             | 0  | 0  | 0  | 0  |
| 合計                  | 0  | 0  | 0  | 0  |